# Zahnradbahn Metall- und Farbwerke Oker
| Spurweite: | 1435 mm (Normalspur) |                                                |                                                |
| Stromsystem: | 550 V =              |                                                |                                                |
| Maximale Neigung: | 110 ‰                |                                                |                                                |
| Zahnstangensystem: | Abt                  |                                                |                                                |
| Streckengeschwindigkeit: | 3,6 (1920) km/h      |                                                |                                                |
| |                      |                                                |                                                |
| \| \| \| von Oker \| \| \| \| \| Oker Ost (Bahnstrecke Bad Harzburg–Oker) \| \| \| \| \| \| \| \| \| \| nach Bad Harzburg \| \| \| \| \| Ladestelle Steiles Ufer (1919–1921) \| \| \| \| \| Beginn Zahnstange \| \| \| \| \| Krbw Bahnstrecke Vienenburg–Goslar (1921–1964) \| \| \| \| \| Ende Zahnstange \| \| \| \| \| Halberstädter Straße (L 518) \| \| \| \| \| Metall- und Farbwerke Oker \| \| \| \| \| \| \| \| Quellen: [1] \| \| \| \| |                      |                                                |                                                |
| Strecke |                      | von Oker                                       | von Oker                                       |
| ehemaliger Dienststation / Betriebs- oder Güterbahnhof |                      | Oker Ost (Bahnstrecke Bad Harzburg–Oker)       | Oker Ost (Bahnstrecke Bad Harzburg–Oker)       |
| Abzweig geradeaus und ehemals nach links · Abzweig geradeaus und von rechts (Strecke außer Betrieb) |                      |                                                |                                                |
| Strecke nach rechts · Strecke (außer Betrieb) |                      | nach Bad Harzburg                              | nach Bad Harzburg                              |
| Blockstelle (Strecke außer Betrieb) |                      | Ladestelle Steiles Ufer (1919–1921)            | Ladestelle Steiles Ufer (1919–1921)            |
| |                      | Beginn Zahnstange                              |                                                |
| Kreuzung geradeaus oben (Strecke geradeaus außer Betrieb) |                      | Krbw Bahnstrecke Vienenburg–Goslar (1921–1964) | Krbw Bahnstrecke Vienenburg–Goslar (1921–1964) |
| |                      | Ende Zahnstange                                |                                                |
| Bahnübergang (Strecke außer Betrieb) |                      | Halberstädter Straße (L 518)                   | Halberstädter Straße (L 518)                   |
| Betriebs-/Güterbahnhof Streckenende (Strecke außer Betrieb) |                      | Metall- und Farbwerke Oker                     | Metall- und Farbwerke Oker                     |
| |                      |                                                |                                                |
| Quellen: |                      |                                                |                                                |

Die Zahnradbahn Metall- und Farbwerke Oker war eine eingleisige, elektrifizierte Werkbahn in den heutigen Städten Bad Harzburg (Harlingerode) und Goslar (Oker) am Harz in Niedersachsen. Es handelte sich um eine gemischte Reibungs- und Zahnradbahn.

## Geschichte
Im Jahr 1911 wurden die Metall- und Farbwerke Oker in Oker-Steinfeld eröffnet. Sie wurden aus topografischen Gründen nicht an die wenige 100 Meter parallel östlich verlaufende Hauptbahn Vienenburg–Goslar angeschlossen. Stattdessen wurde 1919 auf dem Gebiet der Gemeinde Harlingerode ein Gleisanschluss von der Nebenbahn Bad Harzburg–Oker errichtet, der vom Bahnhof Oker Ost nach Norden abzweigte und auf dem Flurstück Am Steilen Ufer in einer Ladestelle endete. Der weitere Transport erfolgte in den ersten zwei Jahren bis zum Werk über Pferdefuhrwerke, die das Gefälle des Steilen Ufers über einen eigens angelegten Feldweg überwanden.
Die Transportkapazitäten dieser anfänglichen Lösung waren aber nicht ausreichend. Infolgedessen wurde der Gleisanschluss bereits zwei Jahre später elektrifiziert und verlängert. Das Werk wurde ab 1921 mit einer 121 Meter langen Spannbetonbrücke mit einer Steigung von ca. 110 ‰ direkt erschlossen. Zum Einsatz kamen zwei von der Maschinenfabrik Esslingen gebaute zweiachsige Elektrolokomotiven.
Der Zugbetrieb war streng reglementiert; so durften zumindest in der Anfangszeit nach einer Verfügung des Eisenbahnkommissariats die Zahnradstrecken nur mit bis zu 3,6 km/h befahren werden. Die Lokomotiven mussten auf der Zahnradstrecke immer talseitig an die Wagen gekuppelt werden.
Die Werkbahn wurde Anfang der 1950er-Jahre stillgelegt. Die Spannbetonbrücke wurde 1964 gesprengt.

### Heutiger Zustand
Bis auf den Bahndamm nördlich des stillgelegten Bahnhofs Oker Ost sind fast alle Spuren des Bahnbetriebs verschwunden. Teile des ehemaligen Trassenverlaufs sind durch eine zwischenzeitlich angelegte Deponie der heutigen Industriepark und Verwertungszentrum Harz GmbH überbaut. Der einstige Zufahrtsweg am Steilen Ufer ist im Norden auf einer Strecke von ca. 100 Metern erhalten und auf allen anderen Abschnitten umgenutzt; der einstige Bahnübergang wurde stillgelegt.